# Лажу да време лечи све
Лажу да време лечи све је студијски албум српског фолк певача Мирослава Илића. Албум је објављен 1989. године за издавачку кућу ПГП РТБ, а доступан је био на касети и грамофонској плочи.

## Списак песама
| №               | Назив                     | Аутор(и)                                                   | Трајање |  |
| 1.              | Невернице, где ће ти душа | М. Богосављевић (т), П. Неговановић (м), Т. Миљић (а)      | 3:35    |  |
| 2.              | Лажу да време лечи све    | З. Матић (т), М. Марковић (м, а)                           | 3:30    |  |
| 3.              | Чиме сам те заслужио?     | М. Ж. Илић (т), Д. Александрић (м, а)                      | 2:50    |  |
| 4.              | Увенуће рузмарин          | М. Марковић                                                | 3:20    |  |
| 5.              | За тебе имам љубав        | М. Ж. Илић (т), Д. Александрић (м, а)                      | 3:50    |  |
| 6.              | Гордана, Гордана          | М. Богосављевић (т), П. Неговановић (м), З. Ранђеловић (а) | 3:25    |  |
| 7.              | Немој ме више љубити      | М. Марковић                                                | 3:25    |  |
| 8.              | Спремам, спремам фијакер  | М. Ж. Илић (т), Д. Александрић (м, а)                      | 3:05    |  |
| Укупно трајање: | Укупно трајање:           | Укупно трајање:                                            | 27:00   |  |

## Пратећи музичари
- Оркестар Драгана Александрића — оркестар
- Снежана Ђуришић — пратећи вокали
- Томица Миљић — хармоника (1, 6)

## Остале заслуге
- Драган Александрић — продуцент
- Миша Марковић — продуцент
- Предраг Неговановић — продуцент
- Драган Вукићевић, Зоран Вукчевић — тонски сниматељи
- Иван Ћулум — дизајн омота
- Зоран Кузмановић — фотографије